# Gnamptogenys ericae
Gnamptogenys ericae es una especie de hormiga del género Gnamptogenys, categorizada en la tribu Ectatommini, de la subfamilia Ectatomminae. Fue descrita por Forel en 1912.

## Distribución
Se distribuye por América del Sur: Brasil, Colombia, Guayana Francesa, Guyana y Venezuela.

## Hábitat
Habita en bosques secos y lluviosos y en la vegetación baja. Se ha encontrado a elevaciones de 250 hasta 615 m s. n. m.